# Parastenella doederleini
Parastenella doederleini är en korallart som först beskrevs av Wright och Studer 1889.  Parastenella doederleini ingår i släktet Parastenella och familjen Primnoidae. Inga underarter finns listade i Catalogue of Life.